# Konrad Zuse
Konrad Zuse (*Berlin, 22. lipnja 1910. – †Hünfeld, 18. prosinca 1995.),  njemački građevinski inženjer i pionir u polju računarstva. Tvorac prvog programbilnog računala Z3 iz 1941.

### Koncepti
- mikroprogramiranje - Zuse je prvi koji je primijenio tehnike mikroprogramiranja
- 1969. izdaje knjigu "Rechnender Raum", koja je prevedena i na engleski jezik pod nazivom Calculating Space 1970.; u njoj je po prvi put predstavljen tzv. grid computing.

### Računala
- Z1
- Z2
- Z3
- Z4
- Z5
- Z11
- Z22